# دین در کرواسی
دین در کرواسی (آمار ۲۰۱۱))
بیشترین دین مورد اعتقاد در کراوسی مسیحیت و بخش بزرگی از جمعیت کرواسی خود را جزو اعضای کلیسای کاتولیک معرفی کرده‌اند. کرواسی دین رسمی ندارد و در قانون اساسی کرواسی آزادی ادیان تعریف شده‌است که همچنین تمامی جوامع دینی را در برابر قانون برابر دانسته و از دولت جدا هستند.

## تاریخ
در سده ۱۶ میلادی، پروتستانتیسم به مرزهای کرواسی رسید اما به دلیل اصلاحات کاتولیک صورت گرفته توسط دودمان هابسبورگ ریشه‌کن شد.
همچنین یهودیان در کرواسی تاریخ طولانی‌ای دارند که حداقل به سده ۳ میلادی بر می‌گردد. هنگام جنگ جهانی دوم، جامعه یهودیان تقریباً ۲۰٬۰۰۰ نفر بودند که بیشتر آن‌ها در هولوکاست توسط دولت دست‌نشانده نازی، دولت مستقل کرواسی به قتل رسیدند. پس از جنگ جهانی دوم، نیمی از بازماندگان تصمیم به مهاجرت به اسرائیل گرفتند در حالی که ۲٬۵۰۰ نفر به زندگی خود در کرواسی ادامه دادند. با توجه به آمارگیری سال ۲۰۱۱، ۵۰۹ یهودی در کرواسی زندگی می‌کردند اما باور بر این است که این تعداد افرادی که یهودی مختلط یا کسانی که با غیریهودیان ازدواج کرده‌اند را حساب نکرده‌است. باور بر این است که بیش ۸۰ درصد جامعه یهودیان زاگرب در این رده‌بندی قرار می‌گیرند.

## جمعیت‌شناسی
با توجه به آمارگیری سال ۲۰۱۱، ۸۶٬۲۸٪ کروات‌ها کاتولیک هستند در حالی که ارتدکس‌ها ۴٬۴۴٪، مسلمان‌ها ۱٬۴۷٪ و پروتستان‌ها ۰٬۳۴٪ جمعیت را تشکیل می‌دهند. ۳٬۸۱٪ کروات‌ها بی‌دین و خداناباور هستند، ۰٬۷۶٪ آگنوستیک و ۲٬۱۷٪ دین خود را اعلام نکردند. در نظرسنجی یوروستت در سال ۲۰۰۵، ۶۷٪ از جمعیت کرواسی پاسخ دادند که «به خدا باور دارند.» در یک نظرسنجی در سال ۲۰۰۹، ۷۰٪ از داوطلبان به پرسش «آیا دین بخش مهمی از زندگی شماست؟» پاسخ بله دادند. با این وجود، تنها ۲۴٪ جمعیت گفتند که به‌طور معمول در مراسم‌های مذهبی شرکت می‌کنند.